# لغة إشارة هينيكر
لغة إشارة هينيكر هي لغة إشارة قروية في القرن التاسع عشر في هينيكر بنيو هامبشاير والقرى المحيطة بها في الولايات المتحدة. وكانت إحدى اللغات المحلية الثلاث التي شكلت أساس لغة الإشارة الأمريكية. مع أن عدد طلاب هينيكر كان أقل من عدد متحدثي لغة إشارة مارثا فينيارد الأكثر شهرة إلا أن الصمم في هينيكر كان سائدًا وراثيًا وعلى هذا يُرجَّح أن لغة الإشارة في هينيكر كانت أكثر تطورًا من لغة الإشارة في مارثا فينيارد.